# 萧树铁
萧树铁（1929年12月5日—2015年12月5日），男，湖北黄陂人，中国数学家，清华大学，应用数学系原主任，曾任中国数学会常务理事，中国工业与应用数学学会首届理事长。